# Platanákia (ort i Grekland, Nomós Pierías)
Platanákia är en ort i Grekland.   Den ligger i prefekturen Nomós Pierías och regionen Mellersta Makedonien, i den norra delen av landet, 260 km norr om huvudstaden Aten. Platanákia ligger 25 meter över havet och antalet invånare är 151.
Terrängen runt Platanákia är varierad. En vik av havet är nära Platanákia österut. Närmaste större samhälle är Kateríni, 11,8 km norr om Platanákia. Trakten runt Platanákia består till största delen av jordbruksmark.